# Ciclo di Sookie Stackhouse
Il Ciclo di Sookie Stackhouse (The Southern Vampire Mysteries) è una saga letteraria della scrittrice Charlaine Harris, pubblicata dal 2001 al 2013.

## Trama
Ambientata in epoca contemporanea, racconta un mondo dove i vampiri vivono a stretto contatto con gli esseri umani, cercando di integrarsi nella società. I vampiri hanno rivelato al mondo la loro esistenza dopo che una ditta giapponese ha inventato un sangue sintetico che permette loro di non nutrirsi più di sangue umano, ma la loro razza non è ancora perfettamente integrata agli occhi degli esseri umani, che li vedono ancora come una minaccia. Oltre ai vampiri, la saga è popolata anche da altre creature sovrannaturali, come mutaforma e lupi mannari.
La serie è narrata in prima persona dal punto di vista di Sookie Stackhouse, una cameriera telepate che vive nell'immaginaria cittadina di Bon Temps, in Louisiana.

## Storia editoriale
Il primo romanzo della saga, Finché non cala il buio, è stato pubblicato nel 2001 e ha vinto un Anthony Award per la narrativa mistery. La saga è stata pubblicata in Italia dalla Delos Books dal 2007; è stato pubblicato in oltre 25 paesi in tutto il mondo e tradotto in altrettante lingue. L'edizione in italiano è tradotta da Annalisa Guarnieri. La Harris ha detto che la serie di libri sta per raggiungere un suo naturale epilogo e che lei una volta terminato l'ultimo volume passerà a qualcos'altro: “Sto scrivendo il libro n. 12 a cui seguirà  il libro n.13 e poi penserò a qualcos'altro di nuovo e meraviglioso da fare“. L'ultimo libro è "Morti per sempre" ("Dead Ever After") ed è stato pubblicato in Italia il 26 giugno 2013. Tuttavia la Harris ha poi annunciato un volume intitolato After Dead: What Came Next in the World of Sookie Stackhouse, contenente un addio per ogni personaggio della serie in ordine alfabetico, costituendo quindi una sorta di coda finale all'intera saga; il volume è uscito negli USA il 29 ottobre 2013 e svela il futuro di tutti i personaggi, come il matrimonio di Sookie e la carriera politica di Bill.

## Romanzi
1. Finché non cala il buio (Dead Until Dark) (2001) ISBN 0-441-00853-4
2. Morti viventi a Dallas (Living Dead in Dallas) (2002) ISBN 0-441-00923-9
3. Il club dei morti (Club Dead) (2003) ISBN 0-441-01051-2
4. Morto per il mondo (Dead to the World) (2004) ISBN 0-441-01167-5
5. Morto stecchito (Dead as a Doornail) (2005) ISBN 0-441-01279-5
6. Decisamente morto (Definitely Dead) (2006) ISBN 0-441-01400-3
7. Morti tutti insieme (All Together Dead) (2007) ISBN 0-441-01494-1
8. Di morto in peggio (From Dead to Worse) (2008) ISBN 978-0-441-01589-4
9. Morto e spacciato (Dead and Gone) (2009) ISBN 0-441-01715-0
10. Morto in famiglia (Dead in the Family) (2010) ISBN 978-0441018642
11. Resa dei conti mortale (Dead Reckoning) (2011) ISBN 886530166X
12. A un punto morto (Deadlocked) (2012) ISBN 8865302690
13. Morti per sempre (Dead Ever After) (2013) ISBN 8865304073

Altri libri
1. Un tocco di morte (A Touch of Dead) (2009) ISBN 9788876250903 - raccolta di brevi racconti dell'universo di Sookie Stackhouse
2. After Dead: What Came Next in the World of Sookie Stackhouse (2013) ISBN 0425269515 - un epilogo con il futuro di ciascun personaggio della saga

## Personaggi

### Comprimari

#### Alcide Herveaux
Alcide Herveaux è un lupo mannaro che viene introdotto nel terzo romanzo della serie, Il club dei morti (Club Dead), ed appare nei romanzi successivi. Nella serie televisiva della HBO True Blood, basata sui romanzi della Harris, Alcide è interpretato dall'attore Joe Manganiello.
Alcide viene descritto come un uomo alto, muscoloso, con occhi verdi e capelli neri scompigliati, che gestisce una società di costruzioni a Shreveport assieme al padre. Ha una sorella maggiore, Janice, che gestisce un salone di bellezza. Il personaggio viene introdotto nel terzo romanzo, Il club dei morti, quando Eric Northman invia Alcide per aiutare Sookie a ritrovare il fidanzato Bill Compton che è stato rapito dalla sua "creatrice" Lorena. Tra Alcide e Sookie nasce improvvisa una forte alchimia, nonostante lui sia ancora emotivamente legato alla sua ex-fidanzata Debbie Pelt (una lince mannara). Nel quarto libro, Morto per il mondo, viene rivelato che la sua ex fidanzata, Debbie, ha partecipato alle torture sul vampiro Bill Compton, così Alcide la bandisce per sempre dal branco di Shreveport. Alla fine di questo libro, Sookie uccide Debbie per legittima difesa. Ma Alcide, grazie al suo sviluppato senso dell'olfatto, sente l'odore di Debbie in casa di Sookie ed intuisce la verità. Nel quinto romanzo, Morto stecchito, Alcide coinvolge Sookie nella battaglia per il ruolo di capo branco tra il padre Jackson e Patrick Furnan. Alcide ha voluto usare le capacità telepatiche dell'amica, perché molti credevano che Patrick Furnan stava barando per ottenere il ruolo di leader. Anche se Patrick è giudicato colpevole di truffa, vince ugualmente, uccide Jackson sotto gli occhi di Alcide e diventa il nuovo capo del branco dei Denti Lunghi. Alcide inizia una relazione con la mannara Mariastella Cooper, ma in Di morto in peggio lei viene brutalmente uccisa. Sookie viene a sua volta attaccata da alcuni lupi mannari sconosciuti, responsabili di altri omicidi e sparizioni. Il branco dei Denti Lunghi si divide in due fazioni, accusandosi reciprocamente di questi attacchi, e una guerra tra loro sembra inevitabile. Sookie si assume il ruolo di mediatrice tra questi due gruppi e si scopre che gli omicidi e i rapimenti sono opera di un altro gruppo guidato da Priscilla Hebert, sorella di Patrick Furnan. La battaglia tra i lupi mannari finisce con la morte di Patrick Furnan e la maggior parte del branco di Priscilla. Alcide diventa il leader del branco dei Denti Lunghi. Nel decimo libro, Morto in famiglia, Alcide ottiene in permesso da Sookie per far cacciare il branco sulla sua proprietà. Diversi giorni dopo viene trovato il corpo senza vita di un lupo mannaro. L'infedele fidanzata di Alcide, Annabelle Bannister confessa di aver avuto una relazione con l'assassinato. Alcide chiede a Sookie di presenziare alle riunioni del branco per trovare il traditore.
Nella serie televisiva della HBO True Blood, basata sui romanzi della Harris, Alcide è interpretato dall'attore statunitense Joe Manganiello. Alcide viene introdotto nella terza stagione nell'episodio Nuove alleanze, quando Eric invia Alcide per aiutare Sookie a ritrovare il fidanzato Bill che è stato rapito dalla sua "creatrice" Lorena, come pegno per un vecchio debito. Durante le indagini per ritrovare Bill, Alcide incontra la sua ex fidanzata Debbie, ora dipendente dal V (sangue di vampiro) e amante di Coot, un lupo mannaro leader di un branco alle dipendenze del re vampiro Russell Edgington. Quando Sookie viene tenuta prigioniera nella villa di Edgington, Alcide con l'aiuto di Tara, l'amica di Sookie, riesce a liberare la ragazza, ma durante la fuga vengono fermati da Debbie che loro un'arma da fuoco. Quando Tara riesce ad immobilizzare Debbie, Alcide spara in testa a Coot, sopraggiunto in aiuto dell'amante, proprio sotto gli occhi di Debbie, che giura vendetta contro l'ex fidanzato. Alla fine della terza stagione Eric chiede nuovamente la collaborazione di Alcide, per aiutarlo nel suo piano di vendetta contro Russel Edgington. Nelle quarta stagione Alcide riceve la visita di Sookie, che gli chiede il suo aiuto per rintracciare Eric. Sookie rimane sorpresa  quando scopre che Alcide e Debbie si sono riappacificati e vivono assieme, dopo che la ragazza si è disintossicata dal V. Dopo aver aiutato Sookie, Alcide e Debbie entrano a far parte di un nuovo branco, guidato da Marcus.

### Gruppi di personaggi
- Vampiri: Nella saga letteraria i vampiri sono ex bevitori di sangue umano, che vivono cercando di integrarsi nella società. I vampiri hanno rivelato, attraverso un annuncio televisivo, la loro esistenza agli esseri umani (conosciuto come la Grande Rivelazione), dopo che una società giapponese ha inventato un sangue sintetico in grado di mantenerli in vita, senza il bisogno di nutrirsi di sangue umano. Nella mitologia della serie, molte nazioni hanno rifiutato di accettare i vampiri come cittadini con pari diritti, come la Bosnia, l'Argentina e molte nazioni islamiche. Gli Stati Uniti, il Regno Unito, Irlanda, Francia, Spagna, Portogallo, Germania, Grecia, Italia, Australia, Nuova Zelanda, Messico, Canada, Giappone e alcuni paesi scandinavi hanno adottato un atteggiamento più tollerante nei loro confronti. Sebbene molti vampiri vivano a stretto contatto con gli esseri umani, rimangono molto legati alle loro leggi e tradizioni. I vampiri americani hanno suddiviso gli Stati Uniti in regni, ogni Stato è rappresentato da una monarchia controllata da un unico vampiro noto come il re o la regina dello Stato. Ogni regno è poi suddiviso in aree (precedentemente note come feudi), controllate da uno sceriffo fedele al capo del suo Stato. I vampiri sono creature pallide e dal corpo freddo, estremamente forti e veloci, con alcuni sensi estremamente sviluppati come udito, olfatto e la vista. Essi hanno la capacità di rimanere completamente immobili, inespressivi e silenziosi, sono in grado di ammaliare e controllare le menti degli esseri umani, e alcuni di essi possono anche volare. Il sangue dei vampiri è curativo per gli esseri umani, che bevendolo possono guarire rapidamente da ferite, rendendoli più forti e vitali, inoltre quando un essere umano beve il sangue di un vampiro si instaura un legame psichico tra loro ed una forte attrazione fisica. I canini fuoriescono quando un vampiro è sessualmente eccitato, quando vede del sangue, quando è arrabbiato o quando è pronto per un combattimento. Un vampiro è costretto ad obbedire al suo creatore, o maker, il vampiro responsabile della sua trasformazione. Un vampiro non ha età e può sopravvivere moltissimi anni, se non millenni, guarendo da ogni forma di danno fisico. Possono morire solo se trafitti da un paletto, decapitati o rimanendo esposti a lungo alla luce del sole. L'argento è un materiale altamente tossico per loro. A differenza delle credenze sui vampiri tradizionali, i vampiri della saga non subisco nessun effetto dalla vista di un crocifisso o dalla vicinanza di aglio o acqua santa. Tuttavia, come i vampiri tradizionali, non possono entrare in una casa se non espressamente invitati: possono poi entrare ed uscire dalla casa a loro piacimento, ma l'invito può essergli successivamente revocato.

- Esseri umani: All'interno del ciclo letterario gli esseri umani hanno diversi comportamenti nei confronti dei vampiri. I Fangbangers ("Vampirofili" nella versione italiana) sono gli ammiratori dei vampiri, coloro che cercano costantemente la loro vicinanza nella speranza di copulare con loro, provando piacere nell'essere morsi. Per questo motivo sono stati creati locali appositi per fare in modo che gli umani possano incontrare i vampiri. Poi ci sono esseri umani che cercano di sfruttare i vampiri per gli effetti del loro sangue, ritenuto curativo, che dona vitalità, potenza ed amplifica notevolmente i sensi. Il sangue di vampiro è ritenuto prezioso sul mercato nero, per questo umani senza scrupoli, detti Dissanguatori, catturano i vampiri con l'aiuto di catene d'argento per poter rubar loro il sangue. Altri esseri umani non hanno mai accettato i vampiri come creature di Dio, per questo è nato un movimento religioso chiamato la Confraternita del Sole, che agisce contro i vampiri e la loro esistenza.

- Mannari e mutaforma: I lupi mannari e i mutaforma sono due specie che popolano la saga di Sookie Stackhouse. I mutaforma possono assumere le sembianze di qualsiasi animale, trasformandosi a loro piacimento dopo aver visto un animale da cui trarre modello. Spesso i mutaforma si trasformano in animali a cui sono legati da una certa affinità; i mannari sono dei mutaforma che possono tramutarsi solo in una specie di animale. I lupi mannari hanno un atteggiamento di superiorità verso i mutaforma generici e le altre specie di mannari tanto che non si riconoscono come mutaforma e si offendono se le altre specie si definiscono "mannare". Lo stato di mutaforma viene passato di generazione in generazione, solo due mutaforma possono mettere al mondo un solo altro mutaforma, che sarà il primogenito. La stessa cosa accade analoga anche per i mannari. Per entrambe le specie, la loro natura si manifesta solamente durante la pubertà. Se un mutaforma o un mannaro morde un essere umano, questo diventerà un mutaforma incapace però di trasformarsi completamente e solo durante la luna piena. A differenza dei vampiri, tengono nascosta al mondo la loro esistenza. Solo a partire dal nono libro i mutaforma decidono di rivelare la loro esistenza agli esseri umani.

- Fate e streghe: Nell'universo del ciclo di Sookie Stackhouse le fate sono creature dalle orecchie a punta e dalla pelle sottile. Le fate sono creature estremamente attraenti che catturano l'attenzione sia degli umani che dei vampiri; per molto tempo i vampiri hanno avuto difficoltà a resistere alle fate, a causa del loro odore e del loro sapore. La prima fata, Claudine, viene introdotta a partire dal quarto romanzo Morto per il mondo, dove Sookie ha modo di osservare il legame tra fate e vampiri. nel corso dei romanzi si scopre che Niall Brigant, il bisnonno di Sookie, è un principe delle fate e Claudine e Claude sono suoi nipoti. Nei libri successivi si scopre che Claudine è la fata madrina di Sookie. Nell'universo del ciclo di Sookie Stackhouse è presente anche la figura della strega, creatura che pratica riti magici e professa la religione wiccan. Nel quarto romanzo, Morto per il mondo, Sookie scopre che la collega Holly è una wiccan professionista, ma non una strega, nei libri successivi Sookie stringe amicizia con Amelia Broadway, una vera strega di New Orleans. Nel ciclo di romanzi la maggioranza delle streghe è composta da esseri umani, ma in Morto per il mondo Sookie si scontra con una congrega di streghe comandata da due fratelli-streghe mutaforma.

## Trasposizioni in altri media
Basata sui romanzi della saga è stata tratta una serie televisiva chiamata True Blood, in onda sul canale via cavo HBO. Nella serie il ruolo della protagonista Sookie Stackhouse è interpretato dall'attrice premio Oscar Anna Paquin. A differenza dei romanzi, in cui il tutto è narrato dal punto di vista di Sookie, la serie dà ampio spazio ad altri personaggi, ritenuti minori all'interno della saga.